# جوس تيل
جوس تيل (بالهولندية: Guus Til)‏ هو لاعب كرة قدم هولندي ولد في عام 1997 في سامفيا في زامبيا، يلعب كلاعب وسط مع نادي فينورد روتردام ومع منتخب هولندا لكرة القدم.

## وصلات خارجية
- غوس تيل على موقع الاتحاد الأوربي (الإنجليزية)
- غوس تيل على موقع قاعدة بيانات كرة القدم.إي يو (الإنجليزية)
- غوس تيل على موقع ناشيونال فوتبول تيمز (الإنجليزية)
- غوس تيل على موقع Soccerway.com (الإنجليزية)
- غوس تيل على موقع عالم كرة القدم.نت (الإنجليزية)
- غوس تيل على موقع AS.com (الإسبانية)